# سانتياغو ريفاس
سانتياغو ريفاس (بالإسبانية: Santiago Rivas)‏ هو لاعب كرة قدم أرجنتيني في مركز الوسط، ولد في 18 سبتمبر 2000 في الأرجنتين. لعب مع Defensores Unidos ‏.

## وصلات خارجية
- سانتياغو ريفاس على موقع Soccerway.com (الإنجليزية)